# Comuna Almaș, Arad
Almaș (în maghiară Háromalmás, colocvial Almás, în trad. "Merești") este o comună în județul Arad, Crișana, România, formată din satele Almaș (reședința), Cil, Joia Mare și Rădești. Se află pe malul sudic al Crișului Alb, în Depresiunea Gurahonț.

## Cultură și artă
Evenimentul cultural tradițional almășenesc este Nunta Almășană.
O casă almășeneasca datând din anul 1884 poate fi vizitată la Muzeul Etnografic al Transilvaniei din Cluj  Arhivat în 22 martie 2009, la Wayback Machine.

## Demografie
Componența etnică a comunei Almaș
     Români (86,99%)
     Romi (2,78%)
     Alte etnii (0,18%)
     Necunoscută (10,04%)
Componența confesională a comunei Almaș
     Ortodocși (60,25%)
     Penticostali (20,4%)
     Baptiști (8,17%)
     Alte religii (0,82%)
     Necunoscută (10,36%)
Conform recensământului efectuat în 2021, populația comunei Almaș se ridică la 2.191 de locuitori, în scădere față de recensământul anterior din 2011, când fuseseră înregistrați 2.532 de locuitori. Majoritatea locuitorilor sunt români (86,99%), cu o minoritate de romi (2,78%), iar pentru 10,04% nu se cunoaște apartenența etnică. Din punct de vedere confesional, majoritatea locuitorilor sunt ortodocși (60,25%), cu minorități de penticostali (20,4%) și baptiști (8,17%), iar pentru 10,36% nu se cunoaște apartenența confesională.

## Politică și administrație
Comuna Almaș este administrată de un primar și un consiliu local compus din 11 consilieri. Primarul, Aurel Ginu Costea[*], de la Partidul Național Liberal, este în funcție din iunie 2017. Începând cu alegerile locale din 2024, consiliul local are următoarea componență pe partide politice:
|  | Partid                          | Consilieri | Componența Consiliului | Componența Consiliului | Componența Consiliului | Componența Consiliului | Componența Consiliului |
|  | ------------------------------- | ---------- | ---------------------- | ---------------------- | ---------------------- | ---------------------- | ---------------------- |
|  | Partidul Național Liberal       | 5          |                        |                        |                        |                        |                        |
|  | Partidul Social Democrat        | 3          |                        |                        |                        |                        |                        |
|  | Partidul S.O.S. România         | 2          |                        |                        |                        |                        |                        |
|  | Alianța pentru Unirea Românilor | 1          |                        |                        |                        |                        |                        |

## Atracții turistice
Aflat in zona de sinclinal dintre doi munti (Munții Zarandului și Munții Codru Moma), Almașul are multe de oferit. Pescuitul pe Crișul Alb și drumețiile pot realiza un concediu perfect.
"Almaș are o biserică foarte frumoasă chiar în centrul comunei care merită sa fie vizitată, o primărie nouă și foarte frumoasă de asemenea. Pe dealul Măgura se află cea mai frumoasă cruce din județul Arad, numită Crucea Păcii. Este o comună așezată pe Valea Crișului Alb, o așezare pitorească și plină de mister. Chiar lângă biserică se află Monumentul Eroilor, care este unic în județul Arad. Este de asemenea o comună cu oameni foarte gospodariși primitori".
Almașul atrage prin tradițiile și obiceiurile populare păstrate. O destinație poate fi și Schitul Buna Vestire.

## Asociații și Cluburi
Almașul este cunoscut pentru echipa sa de oină (un joc asemanator baseball-ului, dar evident românesc). In trecut un sport popular în Almaș pentru locuitorii de toate vârstele.